# 2823 ван дер Лаан
2823 ван дер Лаан (2823 van der Laan) — астероїд головного поясу, відкритий 24 вересня 1960 року.
Тіссеранів параметр щодо Юпітера — 3,511.